# Azincourt
Azincourt är en ort och kommun i nordligaste Frankrike. Under hundraårskriget stod där den 25 oktober 1415 ett slag mellan England och Frankrike, där engelsmännen besegrade fransmännen, trots att de senare var betydligt fler (se slaget vid Azincourt). År 2022 hade Azincourt 304 invånare.

## Befolkningsutveckling
Antalet invånare i kommunen Azincourt
| Referens: INSEE |